# Webster (Florida)
Webster è una città degli Stati Uniti d'America, situata in Florida, nella Contea di Sumter.